# Xã Lindahl, Quận Williams, Bắc Dakota
Xã Lindahl (tiếng Anh: Lindahl Township) là một xã thuộc quận Williams, tiểu bang Bắc Dakota, Hoa Kỳ. Năm 2010, dân số của xã này là 45 người.